# Antongona
Det arkeologiska området Antongona ligger i regionen Imamo i Madagascar, omkring 36 km väster om landets huvudstad Antananarivo och 6 km norr om Imerintsiatosika.

## Beskrivning av området
Antongona består av två huvudgrupper med arkeologiska utgrävningar som daterats från mellan 1500- och 1800-talen. Dessa ligger cirka 300 meter från varandra. Genom att de ligger ovanpå naturliga bergsformationer, stärker stenmurar och öppningar de inneboende försvarskvaliteerna som berget byggts på.  Från mitten av strukturen, erhölls en 360° vy över det kringliggande landskapet, något som ytterligare exemplifierar platsens försvarskvalitéer.

## Världsarvsstatus
Området sattes upp på Madakaskars lista över förslag till världsarv ("tentativa listan") den 14 november 1997.